# Districte de Cimișlia
El districte de Cimișlia (en romanès Raionul Cimișlia) és una de les divisions administratives del sud de la República de Moldàvia. La capital és Cimișlia. L'u de gener de 2005, la població era de 60.900 habitants.